# جولین بیکر
جولین رز بیکر (انگلیسی: Julien Rose Baker؛ زادۀ ۲۹ سپتامبر ۱۹۹۵) خواننده و گیتاریست ایندی راک آمریکایی است. موسیقی او به دلیل ویژگی متغیر و سبک ترانه‌سرایی اعتراف‌آمیز و همچنین کاوش‌های صریح در موضوعاتی از جمله مسیحیت، اعتیاد، بیماری‌های روانی و طبیعت انسانی مورد توجه قرار گرفته‌است.
بیکر در ۲۹ سپتامبر ۱۹۹۵ در ژرمن تاون به دنیا آمد و در بارتلت، تنسی، حومه ممفیس بزرگ شد. پدر و مادر او هر دو در زمینه فیزیوتراپی کار می‌کردند. او از الهام گرفتن از پدرش گفته‌است که پس از یک تصادف در بیست سالگی که منجر به قطع پایش شد، زندگی خود را وقف ساخت اندام مصنوعی آزمایشی کرد. پدر و مادر بیکر زمانی که او در مدرسه ابتدایی بود از هم جدا شدند.

## ترانه‌شناسی

### آلبوم‌های استودیویی
| عنوان              | جزئیات آلبوم                                                                                    |  |  |
| ------------------ | ----------------------------------------------------------------------------------------------- |  |  |
| عنوان              | جزئیات آلبوم                                                                                    |  |  |
| مچ پا              | - تاریخ انتشار: ۲۳ اکتبر ۲۰۱۵ - برچسب: ۶۱۳۱ - فرمت: LP، CD، دانلود دیجیتال، استریم              |  |  |
| چراغ‌ها را خاموش کن | - تاریخ انتشار: ۲۷ اکتبر ۲۰۱۷ - برچسب: ماتادور - فرمت: LP, CD، نوار کاست، دانلود دیجیتال، جریان |  |  |
| فراموشی‌های کوچک    | - تاریخ انتشار: ۲۶ فوریه ۲۰۲۱ - برچسب: ماتادور - فرمت: LP, CD، دانلود دیجیتال، جریان            |  |  |

### نمایشنامه‌های تمدید شده
| عنوان                         | جزئیات آلبوم                                                                              |
| ----------------------------- | ----------------------------------------------------------------------------------------- |
| مچ پا                         | - منتشر شده: ۲۰۱۴ - برچسب: خود آزاد شده - فرمت: دانلود دیجیتال، سی دی                     |
| Spotify Sessions              | - تاریخ انتشار: ۲۰ می ۲۰۱۶ - برچسب: ۶۱۳۱ - فرمت: دانلود دیجیتال، پخش جریانی               |
| Audiotree Live                | - تاریخ انتشار: ۲۲ اکتبر 2016 - برچسب: Audiotree Music - فرمت: دانلود دیجیتال، پخش جریانی |
| Little Oblivions: The Remixes | - منتشر شده: ۱ سپتامبر ۲۰۲۱ - برچسب: Matador Records - فرمت: دانلود دیجیتال، پخش جریانی.  |
| B-Sides                       | - منتشر شده: ۲۱ ژوئیه ۲۰۲۲ - برچسب: Matador Records - فرمت: دانلود دیجیتال، پخش جریانی.   |

### تک آهنگ‌ها
| عنوان                                                                    | سال  | اوج موقعیت‌های نمودار | اوج موقعیت‌های نمودار | آلبوم                                                           |
| عنوان                                                                    | سال  | ایالات متحده         | ایالات متحده         | آلبوم                                                           |
| ------------------------------------------------------------------------ | ---- | -------------------- | -------------------- | --------------------------------------------------------------- |
| "پیر تشییع جنازه"                                                        | ۲۰۱۷ | -                    | ۱۱                   | تک آهنگ‌های بدون آلبوم                                           |
| "منظومه‌های خورشیدی دور"                                                  | ۲۰۱۷ | -                    | -                    | تک آهنگ‌های بدون آلبوم                                           |
| "قرار ملاقات ها"                                                         | ۲۰۱۷ | -                    | -                    | چراغ‌ها را خاموش کن                                              |
| "چراغ‌ها را خاموش کن"                                                     | ۲۰۱۷ | -                    | -                    | چراغ‌ها را خاموش کن                                              |
| "چیزهای بد برای چنین افراد خوبی" (با ارکستر منچستر)                      | ۲۰۱۸ | -                    | -                    | تک آهنگ‌های بدون آلبوم                                           |
| "در قرمز"                                                                | ۲۰۱۹ | -                    | -                    | تک آهنگ‌های بدون آلبوم                                           |
| "قطعه گفتگو"                                                             | ۲۰۱۹ | -                    | -                    | تک آهنگ‌های بدون آلبوم                                           |
| "جذامی مدرن"                                                             | ۲۰۱۹ | -                    | -                    | تغییرات کوچک: جشن ترسیده ها Rabbit's "The Midnight Organ Fight" |
| "توکیو"                                                                  | ۲۰۱۹ | -                    | -                    | تک آهنگ‌های بدون آلبوم                                           |
| "مشت مکنده"                                                              | ۲۰۱۹ | -                    | -                    | تک آهنگ‌های بدون آلبوم                                           |
| "ایمان شفابخش"                                                           | ۲۰۲۰ | ۱۴                   | -                    | فراموشی‌های کوچک                                                 |
| "تعطیلات یک رویاپرداز" (تک آهنگ‌های اسپاتیفای)                            | ۲۰۲۰ | -                    | -                    | تک آهنگ‌های بدون آلبوم                                           |
| "تندرو"                                                                  | ۲۰۲۱ | -                    | -                    | فراموشی‌های کوچک                                                 |
| "لطف"                                                                    | ۲۰۲۱ | -                    | -                    | فراموشی‌های کوچک                                                 |
| "موج گرما"                                                               | ۲۰۲۱ | ۲۷                   | -                    | فراموشی‌های کوچک                                                 |
| "گاتری"                                                                  | ۲۰۲۲ | -                    | -                    | B-Sides                                                         |
| "—" نشان دهنده تک آهنگی است که در آن قلمرو نمودار نشده یا منتشر نشده‌است. |      |                      |                      |                                                                 |

### حضور مهمان
| عنوان                            | سال  | هنرمند (های) اولیه                  | آلبوم                                               |
| -------------------------------- | ---- | ----------------------------------- | --------------------------------------------------- |
| " تصنیف بیگ هیچ چیز "            | ۲۰۱۶ | بگو آره! ادای احترام به الیوت اسمیت |                                                     |
| "آسمان خراش"                     | ۲۰۱۶ | Touché Amoré                        | مرحله چهار                                          |
| "چگونه وارد می‌شود"               | ۲۰۱۷ | خرگوش ترسیده                        | آهنگ‌های ضبط شده                                     |
| "تمام چیزی که می‌خواهم"           | ۲۰۱۸ | مت برنینگر، استیون آلتمن            | ۷ اینچ برای والدین برنامه‌ریزی شده، جلد. ۲: امتیاز ۱ |
| "برکت این جهنم"                  | ۲۰۱۹ | مری لمبرت                           | موجود غم                                            |
| "رز / نیلوفر آبی / بنفشه / زنبق" | ۲۰۲۰ | هیلی ویلیامز                        | گلبرگ برای زره                                      |
| "بار اول"                        | ۲۰۲۰ | بکا مانکاری                         | بزرگ‌ترین بخش                                        |
| "گریسلند هم"                     | ۲۰۲۰ | فیبی بریجرز                         | تنبیه کننده                                         |
| " من پایان را می‌دانم "           | ۲۰۲۰ | فیبی بریجرز                         | تنبیه کننده                                         |
| "یادآوری ها"                     | ۲۰۲۰ | Touché Amoré                        | سوگواری                                             |
| "پرده چهارم"                     | ۲۰۲۱ | لعنتی                               | سال اسب                                             |
| "نیل یانگ در بالا"               | ۲۰۲۱ | افلیاس‌ها                            | نیل یانگ در بالا                                    |
| "رفتن رفتن رفت"                  | ۲۰۲۱ | لوسی داکوس                          | صفحه اصلی ویدیو                                     |
| "لطفا بمان"                      | ۲۰۲۱ | لوسی داکوس                          | صفحه اصلی ویدیو                                     |
| "جرات سگ سه گانه"                | ۲۰۲۱ | لوسی داکوس                          | صفحه اصلی ویدیو                                     |
| "بوی زیر آب"                     | ۲۰۲۱ | گردان                               | درخشش روشن                                          |
| "ماریونت"                        | ۲۰۲۱ | کیتون هنسون                         | قطعات                                               |
| "جمجمه ضخیم" (Re: Julien Baker)  | ۲۰۲۳ | پارامور                             | پاسخ: به همین دلیل است                              |